# Gare de Saint-Étienne-Carnot
Pour les articles homonymes, voir Gare de Saint-Étienne.
La gare de Saint-Étienne-Carnot est une gare ferroviaire française de la ligne de Saint-Georges-d'Aurac à Saint-Étienne-Châteaucreux, située place Sadi Carnot dans le centre-ville de Saint-Étienne, dans le département de la Loire en région Auvergne-Rhône-Alpes.
C'est une gare de la Société nationale des chemins de fer français (SNCF) desservie par des trains TER Auvergne-Rhône-Alpes qui effectuent des missions entre Lyon et Firminy (ou Le Puy-en-Velay), via Saint-Étienne-Châteaucreux.

## Situation ferroviaire
Établie à 513 m d'altitude, la gare de Saint-Étienne-Carnot est située au point kilométrique (PK) 137,013 de la ligne de Saint-Georges-d'Aurac à Saint-Étienne-Châteaucreux, entre les gares de Saint-Étienne-Le Clapier et Saint-Étienne-Châteaucreux.

## Histoire
Cette gare est édifiée en 1980 pour désengorger le trafic de la gare de Saint-Étienne-Châteaucreux. L'architecte M. Beynet réalise une gare aérienne construite sur un viaduc. Cette gare est mise en service le 28 septembre 1980. Elle est composée de deux quais de 150 mètres permettant d'arriver directement au centre-ville. Les quais sont recouverts d'un encadrement métallique orange, composé de vitres permettant d'avoir une vue sur le centre-ville. Lors de la construction, la voie 1 qui dessert le quai A avait été banalisée et électrifiée pour permettre aux rames réversibles Stélyrail de desservir la gare depuis Lyon.
La rénovation  de la gare est incluse dans le programme de modernisation et d'électrification de la ligne de Saint-Étienne à Firminy, prévu par le contrat de plan État/Région (CPER) pour la période 2000-2006. Lors de ces travaux, le tablier du viaduc de Montaud sur lequel est construite la gare a été remplacé à plusieurs endroits (notamment sur la Grand'Rue) par un tablier mixte à poutrelles enrobées. Les deux voies ont été électrifiées et équipées en IPCS.
En 2006 la gare enregistre un trafic de 288 501 voyageurs (départ et arrivée confondus) 47 % ont la ville de Lyon pour origine ou destination. Une évaluation a posteriori, réalisée en 2007, constate la réhabilitation de l'espace voyageurs dans le bâtiment voyageurs, avec notamment des aménagements plus accueillants, une signalétique renforcée, et l'installation d'automates pour l'achat des titres de transport. Les quais sont devenus accessibles aux personnes à la mobilité réduite (PMR) avec l'ajout d'ascenseurs. L'auteur du rapport note que l'accès aux quais donne une impression de délabrement, du fait de fuites d'eau, de tags et du manque d'éclairage des couloirs. Il constate également qu'il n'est pas possible de desservir la gare avec les TER 2N, utilisés pour la relation Firminy - Lyon Part-Dieu, du fait qu'ils sont plus longs que les quais : 163 m pour 150 m.
En 2014, la gare avait une fréquentation nettement en baisse avec 148 400 voyageurs. En 2015, la gare avait une fréquentation de 142 324. En 2019, la gare a une fréquentation de 138 860. En 2020, elle était de 91 813 voyageurs, en 2021, de 93 526 voyageurs; en 2022, de 120 629 voyageurs et en 2023, de 126 275 voyageurs.
Fin 2020, l'espace de vente, fermé au public depuis plusieurs années,  a été démoli.

### Desserte
Saint-Étienne-Carnot est desservie par des trains TER Auvergne-Rhône-Alpes qui effectuent des missions entre Lyon et Firminy, via Saint-Étienne-Châteaucreux, et entre Saint-Étienne-Châteaucreux et Le Puy-en-Velay (ou Bas-Monistrol pour certains).

### Intermodalité
Un parc pour les vélos et un parking pour les véhicules y sont aménagés. Le site de la gare de Saint-Étienne-Carnot est un pôle multimodal permettant des correspondances : avec les lignes de tramway T1 et T2, les bus du réseau STAS des lignes M9, 10, 12 et 21, S9 en soirée et N1 la nuit, et une station de vélos en libre-service (Vélivert) mise à disposition par Saint-Étienne Métropole.
La gare est également desservie par le réseau Cars Région Loire, les lignes L11 et L13 la desservent à l'arrêt "Carnot-Le Nôtre", situé rue Le Nôtre, en direction de la Plaine du Forez.

## Galerie photos

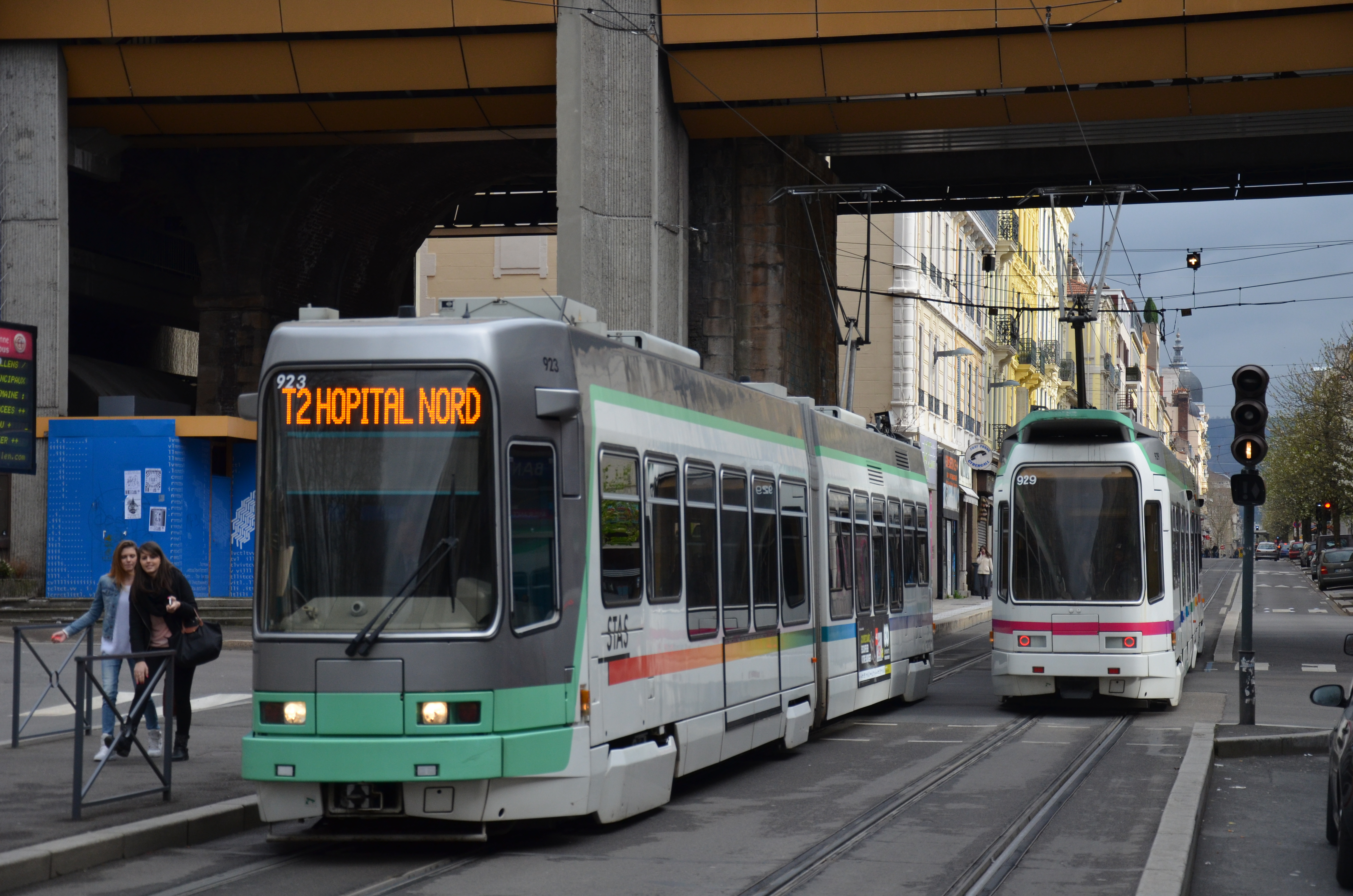
Les bus et tramway du réseau STAS desservent la Place Carnot.
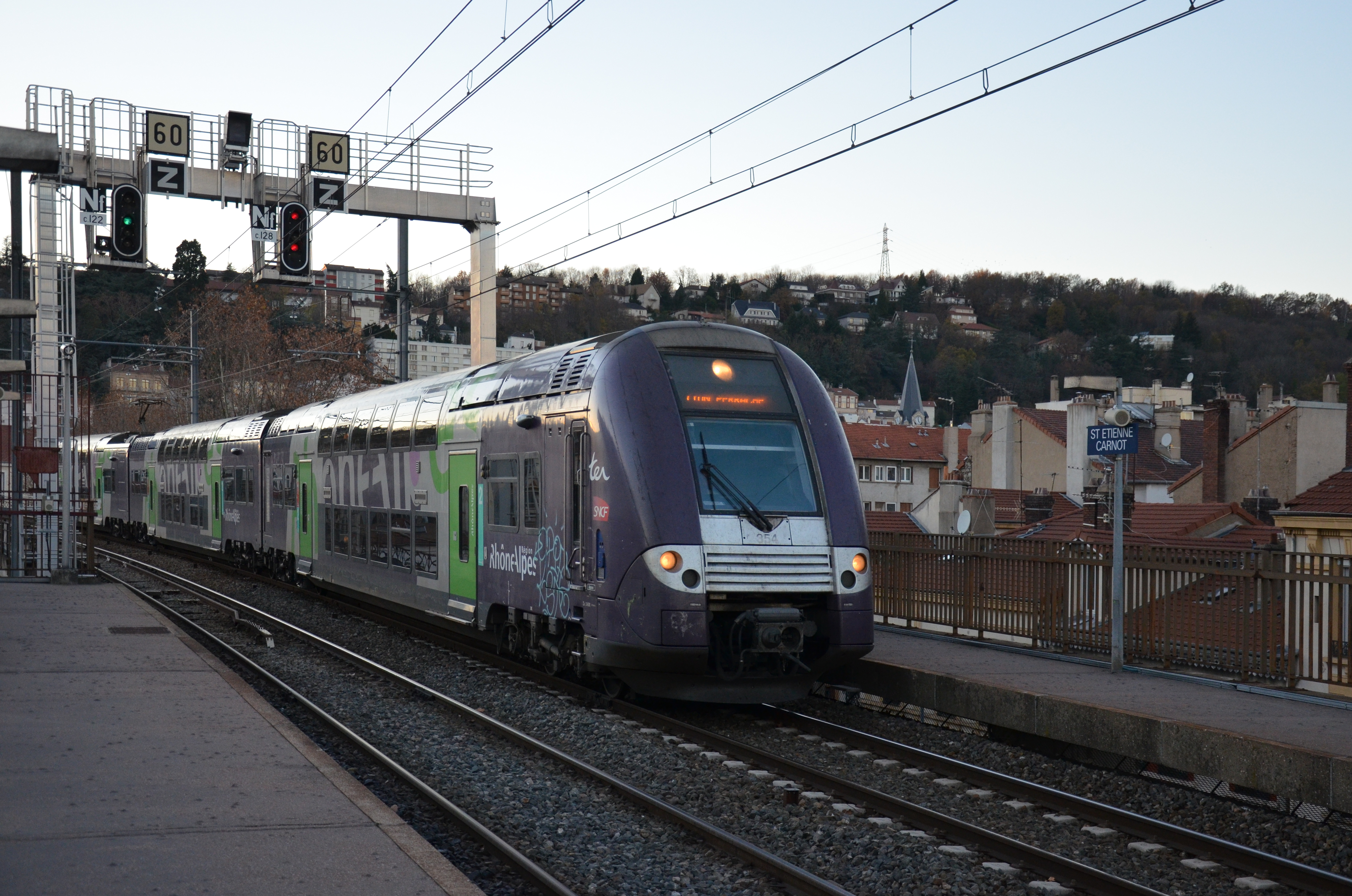
TER 2N NG entrant en gare.
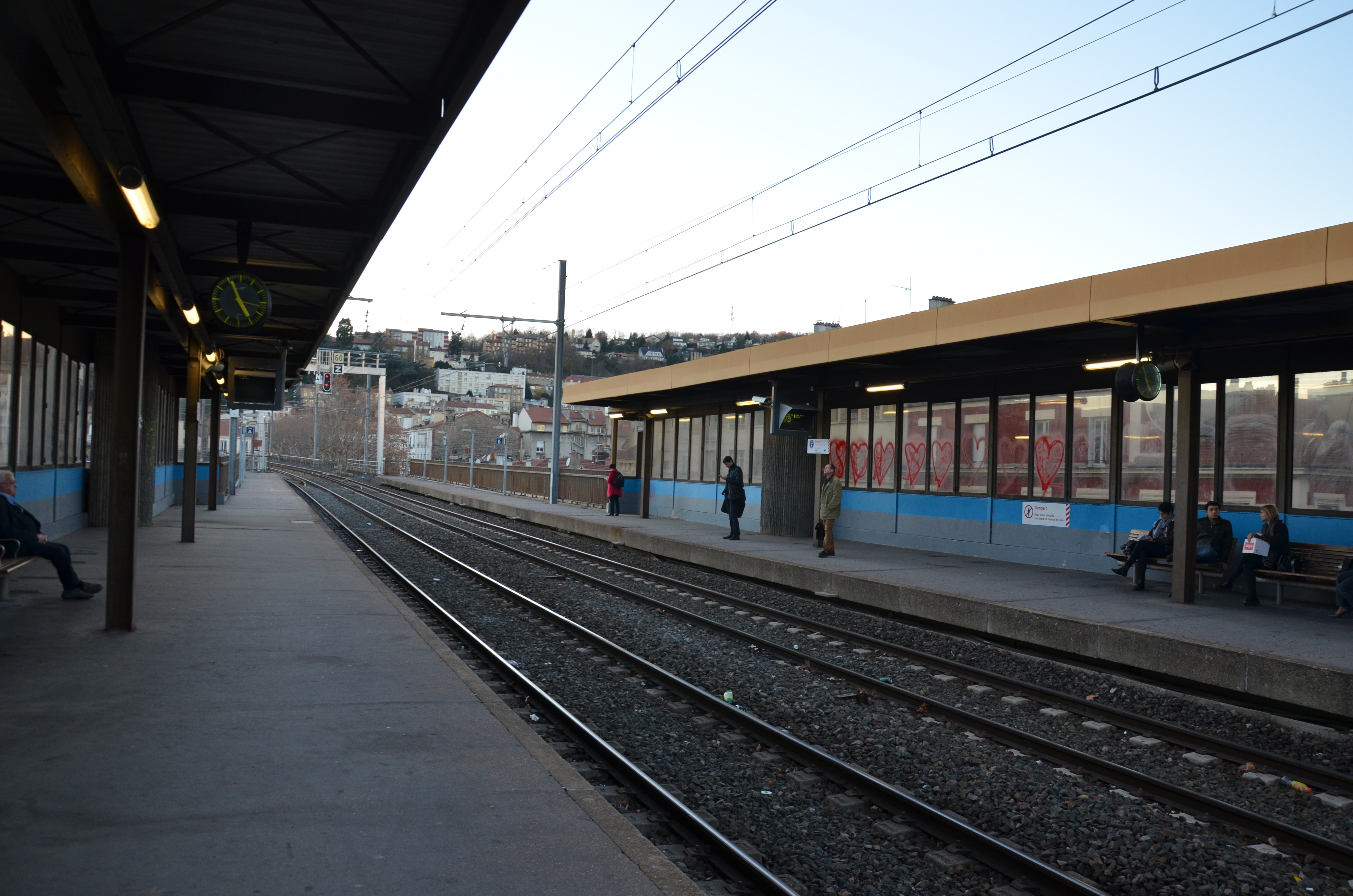
Vue sur la marquise depuis la voie A
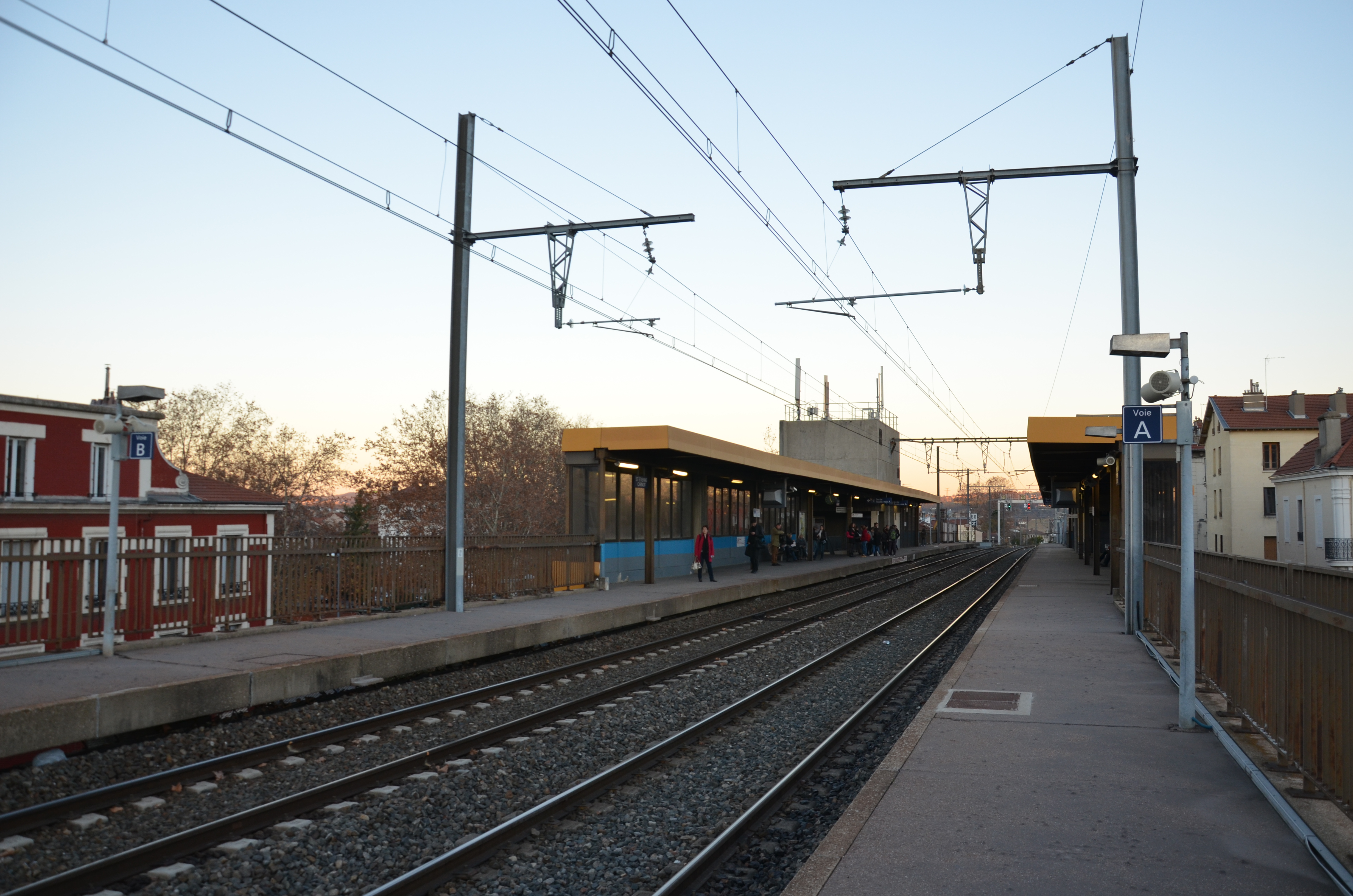
Vue sur les quais depuis la voie A
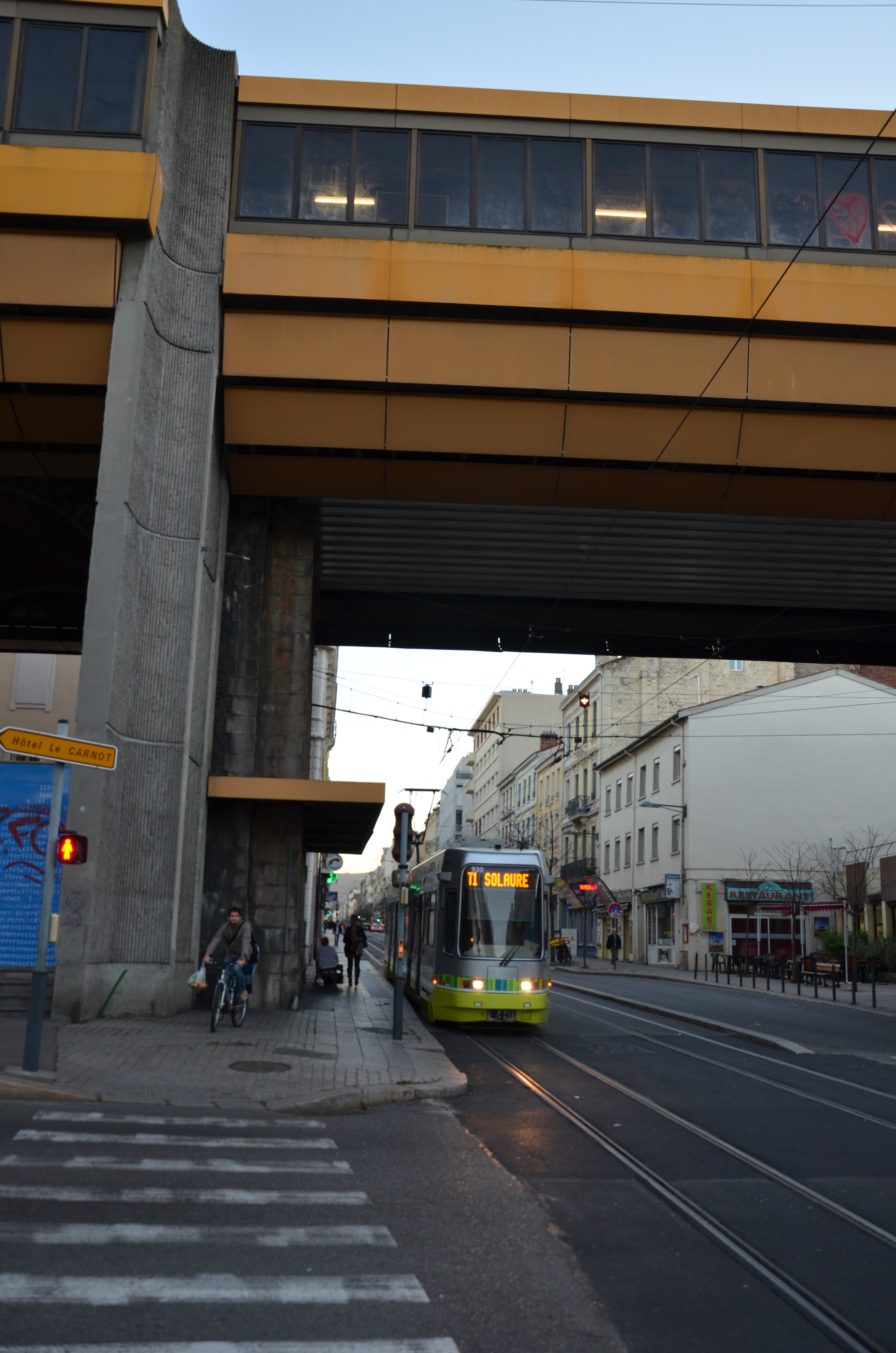
Tramway T1 du réseau STAS sous la gare Carnot.